# Iker Casillas
Iker Casillas Fernández (wym. [ˈikɛɾ kaˈsiʎas fɛɾˈnandeθ]; ur. 20 maja 1981 w Móstoles) – hiszpański piłkarz występujący w latach 1998–2020 na pozycji bramkarza. Przez niemal całą karierę grał w Realu Madryt, a pod jej koniec był zawodnikiem FC Porto.
W latach 1996–2016 reprezentant Hiszpanii. Pięciokrotny mistrz Hiszpanii, dwukrotny zdobywca Pucharu Hiszpanii, czterokrotny zdobywca Superpucharu Hiszpanii, trzykrotny zdobywca Pucharu Mistrzów, dwukrotny zdobywca Superpucharu Europy, zdobywca Pucharu Interkontynentalnego 2002, klubowy mistrz świata 2014, mistrz Europy juniorów 1997, młodzieżowy mistrz świata 1999, mistrz Europy 2008 i 2012 oraz mistrz świata 2010. Uważany jest za jednego z najlepszych bramkarzy w historii piłki nożnej. W 2019 dostał zawału serca i jego życie było zagrożone. Po pewnym czasie wrócił do treningów. Karierę piłkarską zakończył w sierpniu 2020, po zagraniu łącznie w ponad tysiącu spotkań.
Zamierzał wziąć udział w wyborach na szefa hiszpańskiego związku piłki nożnej, jednak po pewnym czasie wycofał swoją kandydaturę. W tym samym roku pojawiały się informacje o powrocie Casillasa do Realu jako doradcy zarządu. Od 2020 jest zastępcą dyrektora generalnego fundacji Realu Madryt. W 2023 roku został ambasadorem polskiej firmy XTB.

## Kariera klubowa

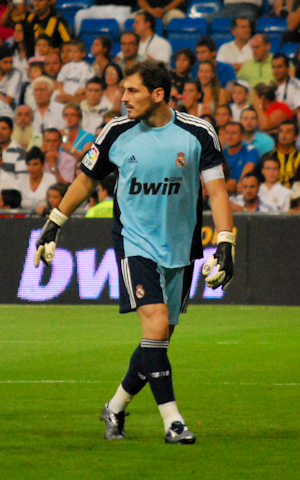
Casillas w Realu Madryt, 2010.

Od najmłodszych lat grał w piłkę nożną. Gdy miał dziewięć lat, ojciec zapisał go na treningi w Realu Madryt. Tam ustawiono go na pozycji bramkarza. Szybko został najlepszym na tej pozycji w swojej grupie wiekowej. Niedługo później uznano go za jednego z najbardziej utalentowanych bramkarzy w Hiszpanii i zaczęto powoływać do juniorskiej reprezentacji Hiszpanii.
Szybko przechodził kolejne etapy w systemie szkoleniowym Realu – w promocji do coraz wyższych drużyn „przeskoczył” zespół C, w Realu Madryt B zagrał tylko cztery mecze, po których powołano go do pierwszej drużyny. Zadebiutował w niej 12 września 1999 meczem przeciw Athletic Bilbao, będącej ulubioną drużyną jego ojca. Casillas zagrał w spotkaniu, ponieważ kontuzjowany był Bodo Illgner, a Albano Bizzarri nie cieszył się zaufaniem trenera. Spotkanie zakończyło się remisem 2:2. Jeszcze w tym samym sezonie Casillas – już jako podstawowy zawodnik zespołu – zdobył trofeum Ligi Mistrzów (Real pokonał 3:0 Valencię). Wówczas Casillas został najmłodszym w historii bramkarzem, który wystąpił w spotkaniu tej rangi – w dniu finału miał zaledwie 19 lat i 4 dni. Został powołany do reprezentacji Hiszpanii na Mistrzostwa Europy 2000.
Z Realem Madryt wygrywał ligę hiszpańską w latach 2001, 2003, 2007, 2008 i 2012. W trakcie sezonu 2001/2002 stracił miejsce w bramce na rzecz Césara Sáncheza. Do podstawowego składu wrócił, gdy Sánchez doznał kontuzji w trakcie finałowego meczu Ligi Mistrzów przeciwko Bayerowi 04 Leverkusen. Casillas zagrał w ostatnich minutach spotkania wygranego przez Real 2:1, zdobywając drugi w karierze Puchar Mistrzów. Wybronił kilka groźnych sytuacji w spotkaniu, stając się bohaterem klubu. Łącznie zagrał w 16 sezonach Ligi Mistrzów, grając łącznie w 177 spotkaniach rozgrywek.
Od sezonu 2002/2003 do sezonu 2011/2012 opuścił zaledwie dziewięć spotkań ligowych.
2 kwietnia 2006 w meczu ligowym przeciwko FC Barcelonie po raz pierwszy był kapitanem Realu Madryt. 14 lutego 2008 podpisał z Realem nowy kontrakt do końca sezonu 2016/2017.
24 stycznia 2013 ucierpiał w ćwierćfinałowym spotkaniu o Puchar Króla, a w 17. minucie meczu zszedł z boiska ze złamaniem śródręcza, do którego doszło w zamieszaniu podbramkowym, kiedy to został przypadkowo kopnięty przez kolegę z zespołu Álvaro Arbeloę.
W lipcu 2015 odszedł z macierzystego klubu. Powodem był konflikt z włodarzem Realu Madryt Florentino Perezem. Klub był krytykowany za styl odejścia bramkarza. Casillas zdobył z ekipą 19 pucharów.
12 lipca 2015 podpisał dwuletni kontrakt z FC Porto z możliwością przedłużenia o kolejny rok.

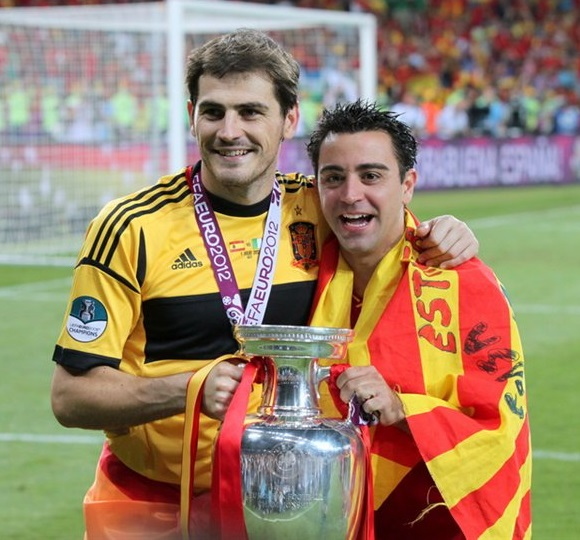
Casillas z Xavim po wywalczeniu Mistrzostwa Europy 2012.

1 maja 2019 podczas porannego treningu poczuł ostre kłucie w klatce piersiowej, które okazało się zawałem serca.

## Kariera reprezentacyjna
Od najmłodszych lat był powoływany do juniorskich reprezentacji Hiszpanii. W 1997 z reprezentacją U-16 zdobył mistrzostwo Europy. W tym samym roku zajął również trzecie miejsce na Mistrzostwach Świata U-17 w Egipcie, a dwa lata później – zdobył mistrzostwo świata w kategorii U-20 podczas turnieju w Nigerii, będąc wówczas zmiennikiem Daniela Aranzubíi.
Do reprezentacji seniorów trafił już w pierwszym sezonie gry w podstawowym składzie Realu. Zadebiutował w niej 3 czerwca 2000 w towarzyskim meczu przeciwko Szwecji, zmieniając w 62. minucie José Francisco Molinę. Był rezerwowym w kadrze na Euro 2000 w Belgii i Holandii. Dwa lata później selekcjoner José Antonio Camacho powołał go do reprezentacji na kolejną imprezę rangi mistrzowskiej – Mistrzostwa Świata w Korei Południowej i Japonii. Początkowo miał tam być dublerem Santiago Cañizaresa, ale gdy ten odniósł przypadkową kontuzję uniemożliwiającą mu występ, Casillas został pierwszym bramkarzem. W 1/8 finału w meczu przeciw Irlandii obronił trzy rzuty karne – jeden w regulaminowym czasie gry, a dwa w konkursie rzutów karnych. W kolejnych latach był podstawowym graczem kadry narodowej, uczestniczył w Euro 2004 i Mistrzostwach Świata 2006. Po zakończeniu przygody z kadrą Raúla został kapitanem reprezentacji.
W 2008 brał udział w zwycięskich dla Hiszpanii Mistrzostwach Europy w Austrii i Szwajcarii. W meczu ćwierćfinałowym przeciwko Włochom w konkursie rzutów karnych obronił dwie jedenastki, przyczyniając się do pierwszego od 24 lat awansu hiszpańskiej reprezentacji do finału turnieju rangi mistrzowskiej. Wystąpił w rozgrywanym 29 czerwca 2008 finałowym spotkaniu z Niemcami, wygranym przez Hiszpanię 1:0.
W 2010 w Południowej Afryce zdobył z reprezentacją Hiszpanii mistrzostwo Świata. La Furia Roja pokonała w finale mundialu Holandię 1:0. Mecz rozstrzygnęła dogrywka, a bramkę zdobył Andrés Iniesta (116. min.). Na zakończenie Mundialu Casillas otrzymał nagrodę dla najlepszego bramkarza turnieju Złote rękawice.
Na Euro 2012 po pokonaniu w rzutach karnych Portugalii Hiszpanie awansowali do finału. W serii jedenastek Casillas obronił strzał João Moutinho. Wraz ze swoją drużyną obronił tytuł Mistrzów Europy, wygrywając finałowy mecz z Włochami 4:0. Był to zarazem 100. zwycięski mecz Casillasa dla reprezentacji Hiszpanii.
Wraz z kadrą wziął również udział w Mistrzostwach Świata w Piłce Nożnej 2014. Zagrał w dwóch meczach grupowych – z Holandią (1:5) oraz z Chile (0:2). Tym razem Hiszpanie odpadli z turnieju już po fazie grupowej.
Ostatni raz w kadrze zagrał 1 czerwca 2016 w meczu towarzyskim przeciwko Korei Południowej (6:1). Został powołany także na Euro 2016, ale nie zagrał wówczas ani jednego meczu.

## Statystyki kariery klubowej
Stan na 21 marca 2019.
| Klub        | Sezon     | Liga | Liga | Liga | Puchar krajowy | Puchar krajowy | Puchar krajowy | Europejskie puchary | Europejskie puchary | Europejskie puchary | Inne1 | Inne1 | Inne1 | Razem | Razem | Razem |
| Klub        | Sezon     | M    | GW   | CK   | M              | GW             | CK             | M                   | GW                  | CK                  | M     | GW    | CK    | M     | GW    | CK    |
| Real Madryt | 1999/2000 | 27   | 25   | 10   | 5              | 1              | 4              | 12                  | 19                  | 4                   | 3     | 5     | 0     | 47    | 50    | 18    |
| Real Madryt | 2000/2001 | 34   | 37   | 12   | 0              | 0              | 0              | 11                  | 15                  | 3                   | 2     | 4     | 0     | 47    | 56    | 15    |
| Real Madryt | 2001/2002 | 25   | 27   | 7    | 5              | 5              | 2              | 9                   | 6                   | 5                   | 1     | 0     | 1     | 40    | 38    | 15    |
| Real Madryt | 2002/2003 | 38   | 42   | 10   | 0              | 0              | 0              | 15                  | 21                  | 3                   | 2     | 1     | 1     | 55    | 64    | 14    |
| Real Madryt | 2003/2004 | 37   | 50   | 5    | 2              | 1              | 1              | 9                   | 10                  | 3                   | 2     | 2     | 1     | 50    | 63    | 10    |
| Real Madryt | 2004/2005 | 37   | 30   | 16   | 0              | 0              | 0              | 10                  | 11                  | 4                   | –     | –     | –     | 47    | 41    | 20    |
| Real Madryt | 2005/2006 | 37   | 38   | 15   | 4              | 6              | 3              | 7                   | 7                   | 2                   | –     | –     | –     | 48    | 51    | 20    |
| Real Madryt | 2006/2007 | 38   | 40   | 11   | 0              | 0              | 0              | 7                   | 10                  | 1                   | –     | –     | –     | 45    | 50    | 12    |
| Real Madryt | 2007/2008 | 36   | 32   | 14   | 0              | 0              | 0              | 8                   | 13                  | 1                   | 2     | 6     | 0     | 46    | 51    | 15    |
| Real Madryt | 2008/2009 | 38   | 52   | 14   | 0              | 0              | 0              | 7                   | 10                  | 2                   | 2     | 5     | 0     | 47    | 67    | 16    |
| Real Madryt | 2009/2010 | 38   | 35   | 15   | 0              | 0              | 0              | 8                   | 9                   | 2                   | –     | –     | –     | 46    | 44    | 17    |
| Real Madryt | 2010/2011 | 35   | 32   | 14   | 8              | 2              | 6              | 11                  | 6                   | 7                   | –     | –     | –     | 54    | 40    | 27    |
| Real Madryt | 2011/2012 | 37   | 31   | 14   | 4              | 6              | 1              | 10                  | 7                   | 5                   | 2     | 5     | 0     | 53    | 49    | 20    |
| Real Madryt | 2012/2013 | 19   | 17   | 8    | 3              | 0              | 3              | 5                   | 8                   | 0                   | 2     | 4     | 0     | 29    | 29    | 11    |
| Real Madryt | 2013/2014 | 2    | 2    | 0    | 9              | 1              | 8              | 13                  | 9                   | 6                   | –     | –     | –     | 24    | 12    | 14    |
| Real Madryt | 2014/2015 | 32   | 35   | 12   | 0              | 0              | 0              | 10                  | 8                   | 5                   | 5     | 2     | 3     | 47    | 45    | 20    |
| FC Porto    | 2015/2016 | 32   | 28   | 13   | 0              | 0              | 0              | 8                   | 11                  | 1                   | –     | –     | –     | 40    | 39    | 14    |
| FC Porto    | 2016/2017 | 33   | 16   | 19   | 0              | 0              | 0              | 10                  | 7                   | 4                   | –     | –     | –     | 43    | 23    | 23    |
| FC Porto    | 2017/2018 | 20   | 10   | 12   | 5              | 4              | 2              | 3                   | 3                   | 2                   | 3     | 2     | 2     | 31    | 19    | 18    |
| FC Porto    | 2018/2019 | 28   | 15   | 17   | 0              | 0              | 0              | 10                  | 15                  | 1                   | 1     | 1     | 0     | 35    | 25    | 16    |
| Razem       | Razem     | 621  | 594  | 236  | 45             | 26             | 30             | 181                 | 199                 | 61                  | 27    | 37    | 8     | 874   | 850   | 335   |

1Uwzględniono: Superpuchar Hiszpanii, Puchar Ligi Portugalskiej, Superpuchar Europy oraz Klubowe Mistrzostwa Świata.

Opracowano na podstawie: BDFutbol, Transfermarkt.

## Statystyki kariery reprezentacyjnej
Stan na 1 czerwca 2016.
| Reprezentacja Hiszpanii |     |    |     |
| Rok                     | M   | GW | CK  |
| 2000                    | 6   | 5  | 2   |
| 2001                    | 5   | 2  | 4   |
| 2002                    | 11  | 6  | 6   |
| 2003                    | 11  | 6  | 6   |
| 2004                    | 12  | 6  | 6   |
| 2005                    | 10  | 4  | 6   |
| 2006                    | 10  | 12 | 4   |
| 2007                    | 8   | 3  | 5   |
| 2008                    | 15  | 4  | 11  |
| 2009                    | 13  | 9  | 7   |
| 2010                    | 15  | 12 | 8   |
| 2011                    | 11  | 7  | 6   |
| 2012                    | 16  | 3  | 13  |
| 2013                    | 9   | 3  | 7   |
| 2014                    | 8   | 10 | 4   |
| 2015                    | 5   | 0  | 5   |
| 2016                    | 2   | 1  | 1   |
| Razem                   | 167 | 93 | 101 |

Opracowano na podstawie: BDFutbol, Transfermarkt.

## Sukcesy

### Klubowe

#### Real Madryt
- Mistrzostwo Hiszpanii: 2000/2001, 2002/2003, 2006/2007, 2007/2008, 2011/2012
- Puchar Króla: 2010/2011, 2013/2014
- Superpuchar Hiszpanii: 2001, 2003, 2008, 2012
- Liga Mistrzów UEFA: 1999/2000, 2001/2002, 2013/2014
- Superpuchar Europy UEFA: 2002, 2014
- Puchar Interkontynentalny: 2002
- Klubowe mistrzostwo świata: 2014

#### FC Porto
- Mistrzostwo Portugalii: 2017/2018, 2019/2020
- Superpuchar Portugalii: 2018

### Reprezentacyjne
- Mistrzostwo Europy U-15: 1995  Złoto
- Mistrzostwo Europy U-16: 1997  Złoto
- Mistrzostwo Świata U-20: 1999  Złoto
- Puchar Konfederacji: 2009  Brąz, 2013  Srebro
- Mistrzostwo Świata (x1): 2010  Złoto
- Mistrzostwo Europy (x2): 2008  Złoto, 2012  Złoto

### Indywidualne
- Bravo Award: 2000
- Don Balón Award: 2000
- Drużyna Roku UEFA: 2007, 2008, 2009, 2010, 2011, 2012
- Drużyna Roku według ESM: 2008
- Trofeo Zamora: 2008
- Najlepszy Piłkarz Primera División: 2008
- Drużyna marzeń według UEFA podczas Mistrzostw Europy 2008 w Austrii i Szwajcarii
- FIFPro World XI: 2008, 2009, 2010, 2011, 2012
- Najlepszy Bramkarz według IFFHS: 2008, 2009, 2010, 2011, 2012
- Najlepszy Bramkarz według ESM: 2008, 2010
- Najlepszy Bramkarz Mistrzostw Europy 2008 w Austrii i Szwajcarii
- Drużyna Roku według FIFA.com: 2008
- Najlepszy Bramkarz Primera División: 2009, 2012
- Najlepszy Bramkarz według L’Équipe: 2009
- Jedenastka marzeń według FIFA podczas Mistrzostw Świata 2010 w Południowej Afryce
- Złote Rękawice dla Najlepszego Bramkarza Mistrzostw Świata 2010 w Południowej Afryce
- Drugi Bramkarz w historii piłki nożnej ostatnich 10 lat według IFFHS: 2010
- Trzeci Bramkarz w historii piłki nożnej ostatnich 20 lat według IFFHS: 2010
- Drużyna marzeń według UEFA podczas Mistrzostw Europy 2012 w Polsce i Ukrainie
- Nagroda Fair Play Primera División: 2013

### Rekordy
- Najwięcej meczów bez straty gola w historii LM: 59[40]
- Najwięcej meczów w historii LM: 177[41]

## Życie prywatne
Urodził się jako pierwsze dziecko José Luisa Casillasa, z zawodu nauczyciela, byłego piłkarza-amatora i Marii Carmen Fernández, wówczas nauczycielki w szkole fryzjerskiej, później gospodyni domowej. Ma młodszego brata Unaia.
Był żonaty z Sarą Carbonero, hiszpańską prezenterką telewizyjną. 3 stycznia 2014 został po raz pierwszy ojcem chłopca, Martina Casillasa Carbonero. 2 czerwca 2016 urodził się drugi syn pary – Lucas. W 2021 prasa doniosła o rozwodzie małżonków.
W 2012 roku na polskim rynku wyszła biografia piłkarza „Iker Casillas. Skromność mistrza”, której autorem jest Enrique Ortego.